# Acronicta geminata
Acronicta geminata är en fjärilsart som beskrevs av Max Wilhelm Karl Draudt 1950. Acronicta geminata ingår i släktet Acronicta och familjen nattflyn. Inga underarter finns listade i Catalogue of Life.